# Rapsodija u plavom
Rapsodija u plavom (engl. Rhapsody in blue) je najpoznatije djelo američkog skladatelja Georgea Gershwina.

## Nastanak djela
Nakon uspješnog održanog koncerta na kome je kombinirao klasičnu i jazz glazbu, američki orkestarski direktor Paul Whiteman želio je održati i koncert na kome bi se izvodio samo jazz.
Krajem 1923. godine Whiteman je zamolio mladog, 25-ogodišnjeg Georgea Gershwina da napiše jazz koncert za glasovir i orkestar. Gershwin je pristao, no nije odmah započeo s radom jer je u to vrijeme pisao i glazbu za Broadwayske mjuzikle.
Gershwin je 4. siječnja 1924. godine u novinama pročitao da bi se 12. veljače 1924. trebao izvesti njegov koncert za glasovir i orkestar. Počeo je pisati svoje djelo 7. siječnja, da bi ga završio već 4. veljače.
Iako je Whiteman od Gershwina tržio da napiše koncert, Gershwin se odlučio za rapsodiju. Inspiraciju je dobio putujući vlakom za Boston.

### Naziv
Kad ju je tek napisao Gershwin je rapsodiju nazvao Američka rapsodija, no nakon posjete izložbi Jamesa Whistlera, Ira Gershwin, brat Georgea Gershwina, je predložio naziv Rapsodija u plavom. Razlog promjene imena bio je taj jer su Whistlerove slike imale nazive kao Aranžman za sivo i crno ili Nocturno u crnom i zlatnom.

## Premijera
Rapsodija u plavom je u originalu bila napisana za dva glasovira, međutim aranžer Paula Whitemana je uradio orkestraciju djela tri puta: 1924., 1926. i 1946.
Rapsodija je premijerno izvedena 12. veljače 1924. godine u New Yorku na koncertu P. Whitemana nazvanom Eksperiment u modernoj glazbi.
Koncert je trajao jako dugo, a skladbe su bile slične jedna drugoj, te se publika počela dosđivati. Međutim, dosadu je razbio glisando klarineta kojim je počinjala Rapsodija u plavom. Zanimljivo je da je Whitemanov klarinist na jednoj od proba odsvirao glisando na ovaj način, iz šale, ali se Gershwinu to svidjelo, te je rekao klarinetisti da od tada to uvijek tako svira.
Gershwin je dijelove za solo glasovir napisao tek poslije premijere. Naime na samoj premijeri, on je sam improvizirao, a na partiturama je pisalo Čekaj na znak!

## Srž i poantaRapsodije u plavom
Rapsodija u plavom je, zapravo, komentar na rasno podijeljeno društvo u SAD-u početkom 20-og stoljeća.
New York je tada bio u velikim kulturnim previranjima, s velikim brojem doseljenika iz zemalja istočne i južne Europe; u New Yorku, oni su se susretali i miješali s crncima s američkog ruralnog juga. Gershwin se poslužio glazbenim jezicima koje je najbolje i znao – posegnuo je za europskim klasičnim repertoarom, židovskom pjesmom, elementima židovskog folklora, za popularnom pjesmom Tin Pan Alleyja, glazbom koja je dominirala Amerikom potkraj 19-og i početkom 20. stoljeća, zahvaljujući skupini talentiranih njujorških skladatelja i pisaca, te onim najvažnijim – jazzom i bluesom, glazbom americkih crnaca. Rezultat je bio istinsko glazbeno remek-djelo, jednako bogato i raznoliko koliko i sam američki narod.

## Glazbena analiza
Rapsodija u plavom je moderno koncipirana rapsodija s tri veće cjeline, od kojih je jedna polaganog tempa. Po obliku simfonijske pjesme ovo djelo ukazalo je na mogućnost veoma kvalitetnog stapanja europske glazbe i afroameričkog jazza.
Sam Gershwin je rekao da je Rapsodiju zamislio kao kaleidoskop Amerike, njene velike i brze preobrazbe, nacionalnog poleta, blueseva i njenih velegradskih ludosti.

## Vanjske poveznice
- Rapsodija u plavom
- Rapsodija u plavom obuhvaća mnogo više boja[neaktivna poveznica]